# John Summit
John Summit (* 29. Juli 1994 in Naperville, Illinois; bürgerlich John Walter Schuster) ist ein US-amerikanischer DJ und Musikproduzent im Bereich Tech House.

## Leben
Summit wuchs im US-Bundesstaat Illinois in der Nähe von Chicago auf, wo er die Neuqua Valley High School und später die University of Illinois at Urbana-Champaign besuchte. Bereits während seiner Studienzeit begann er freizeitlich als DJ aktiv zu werden – damals nur unter dem Namen Summit – und wurde so in der Studentenstadt Champaign zu einer lokalen Größe. Seinen auf das Studium folgenden Job als Certified Public Accountant (Wirtschaftsprüfer) bei Ernst & Young beschrieb er als „buchstäblich den seelenraubendsten Job aller Zeiten“ und entschied sich 2019 für eine Vollzeit-Karriere als DJ und Musikproduzent. Bereits mit Aufgabe seines Jobs spielte er Shows überall in den USA.
Seinen Durchbruch hatte Summit 2020 mit dem Track Deep End, der bei dem Musikdienst Beatport den Rekord für die längste Zeit auf Platz 1 des Jahres gewann. 2021 konnte er seine Beliebtheit weiter steigern; so wurde er unter anderem von der Szene-Website Dancing Astronaut zum Breakout Artist of the Year ernannt und bei Beatport zum meistverkauften Künstler des Jahres. Sein in jenem Jahr veröffentlichter und bis zu diesem Zeitpunkt erfolgreichster Track Human (feat. Echoes) trug in erheblichem Maß dazu bei.
2022 gründete er sein eigenes Label und die Eventreihe Off the Grid. Der Name wurde später in Experts Only geändert. Der Name der Eventreihe (dt. Nur Experten) und auch sein Künstlername (dt. Gipfel) sind Anspielungen auf seine Leidenschaft für Skifahren und Gebirge.
2023 war er Teil der Forbes 30 Under 30 in der Kategorie „Musik“. Im Juli 2024 veröffentlichte er sein Debütalbum Comfort in Chaos. Es stieg auf Platz 2 der Dance-Charts und Platz 39 der offiziellen Albumcharts ein. 2025 veröffentlichte er die Single Light Years mit Sängerin Inéz.
Summit lebt in Miami und legt mittlerweile regelmäßig in Clubs weltweit und auf Festivals wie Coachella, Lollapalooza, Tomorrowland oder Electric Daisy Carnival auf.

## Diskografie (Auswahl)

### Alben
- 2024: Comfort in Chaos

### Singles
- 2023: Where You Are (mit Hayla)
- 2024: Go Back (feat. Julia Church)
- 2025: Light Years (feat. Inéz)

## Auszeichnungen für Musikverkäufe
| Goldene Schallplatte - Australien - 2025: für die Single Go Back | Platin-Schallplatte - Australien - 2025: für die Single Where You Are |

| Land/RegionAuszeichnungen für Musikverkäufe (Land/Region, Auszeichnungen, Verkäufe, Quellen) | Gold  | Platin  | Verkäufe | Quellen     |
| -------------------------------------------------------------------------------------------- | ----- | ------- | -------- | ----------- |
| Australien (ARIA)                                                                            | Gold1 | Platin1 | 105.000  | aria.com.au |
| Insgesamt                                                                                    | Gold1 | Platin1 |          |             |